# شركة زهير فايز ومشاركوه
شركة زهير فايز ومشاركوه (ZFP)، هو شركة هندسية لإدارة المشاريع، وإدارة البناء، ونظام المعلومات الهندسة المعمارية وايضًا شركة استشارية في السعودية.

## التاريخ
تأسست شركة زهير فايز في عام 1975 باسم زهير فايز وشركاه وبدأت بعدد صغير من المهندسين المعماريين والمهندسين والمخططين وموظفي الدعم.ومع زيادة العدد، دفعهم لفتح مكتب في لندن لتلبيه الطلبات.
تم تشكيل ثمانية أقسام مبدئيًا: أقسام التصميم، الإنتاج المعماري، الهندسة الإنشائية، الهندسة المدنية، أنظمة التدفئة والتهوية وتكييف الهواء، المواصفات، ومسح الكميات. ومع ذلك أدى الطلب على الإدارة المهنية والإشراف على المشاريع واسعة النطاق إلى إنشاء إدارات لإدارة المشاريع وإدارة البناء لرصد ومراقبة عمل المقاولون في أي مشروع بناء.
في عام 1991، أطلقت المنظمة قسم تكنولوجيا المعلومات لتزويد العملاء بالبرامج والأجهزة. عالج القسم دمج برامج أنظمة إدارة الصيانة (MMS)، وأنظمة المعلومات الجغرافية (GIS)، وأنظمة إدارة المرافق (FMS) في واجهة مستخدم رسومية واحدة (GUI). في نفس العام، تم إنشاء قسم نظم المعلومات الهندسية وهو مسؤول عن التنفيذ في الموقع وتوفير نظم المعلومات الجغرافية (GIS)، والرسائل المتعددة الوسائط (MMS)، ونظام إدارة المعلومات (FMS) بناءً على احتياجات ومتطلبات العملاء.
عقدت شركة زهير فايز شراكة مع Avaya في مايو 2011 لإنشاء بيئة حوسبة افتراضية (VCE). والغرض من ذلك هو تمكين المنظمة من تقديم خدمات افتراضية في بيئة تستند إلى مجموعة النظراء من شأنها أن تخدم 3000 مستخدم في 5 فروع و20 موقعًا بعيدًا وتعظيم كفاءة موارد تكنولوجيا المعلومات الحالية.
في يوليو 2012، استحوذت SNC-Lavalin على القسم الصناعي لـZFP في الخبر لتأسيس SNC-Lavalin Fayez Engineering، وهو مشروع مشترك مع شركة زهير فايز، استجابة لمبادرة الخدمات الهندسية العامة العامة زائد في أرامكو السعودية (GES +).
في عام 2014، تم تكليف زهير فايز شراكة لبناء حرم جديد للمدرسة الأمريكية الدولية في جدة لاستيعاب 1700 طالب. تم الإعلان في المقر الرئيسي لـ ZFP خلال حفل وضع حجر الأساس.

## المكاتب العالمية
المملكة العربية السعودية : جدة، الرياض، المدينة المنورة، مكة المكرمة، الدمام
الشرق الأوسط : القاهرة
آسيا والمحيط الهادئ : الفلبين (تم إغلاقه)

## مشاريع مهمة
- 1995: مركز الملك فهد الثقافي الإسلامي، بوينس آيرس، الأرجنتين.
- 1998: متحف القوات الجوية الملكية السعودية، الرياض، المملكة العربية السعودية.
- 2003: جامعة الملك خالد، أبها، المملكة العربية السعودية.
- 2008: مطار الملك عبد العزيز الدولي، جدة، المملكة العربية السعودية.
- 2008: مطار الملكة علياء الدولي، الأردن.
- 2010: مجمع تكنولوجيا المعلومات والاتصالات، الرياض، المملكة العربية السعودية.
- 2011: مطار الأمير نايف بن عبد العزيز الإقليمي، القصيم، المملكة العربية السعودية.